# 東重胤
東 重胤（とう しげたね）は鎌倉時代初期の武将。東胤頼の嫡男。鎌倉幕府3代将軍源実朝の側近。千葉氏の庶流である東氏の二代目に当たる。歌人であった。

## 生涯
父、胤頼の記録への登場は1190年頃から途絶えており、恐らくこの前後に家督を父から譲られたと思われる。重胤の記録への登場は建久6年（1195年）頃から。正治元年（1199年）の梶原景時の変で御家人66名による弾劾署名が行われた時も、この中に名前を連ねている。
2代将軍源頼家失脚後は新将軍となった実朝の近習として頭角を現す。これは重胤の歌人としての才覚が大いに役に立ったと思われる。歌の名手として名前の高かった父胤頼から手ほどきを受けていたと考えられる。
実朝の重胤の寵愛振りを示す出来事として『吾妻鏡』では建永元年（1206年）11月に、重胤が下総国の東荘（現在の千葉県東庄町）に帰ってしまい、なかなか帰ってこないので重胤に和歌を送って帰国を促した。なおこの時に実朝が、重胤に対して帰国を促した歌は『金槐和歌集』に集録されている。
- こむとしもたのめぬうはの空にたに　秋かせふけば雁はきにけり
- いま来むとたのめし人は見えなくに　秋かせ寒み雁はきにけり

しかし、実朝の歌を受け取ってもなお重胤が鎌倉に帰参しなかったため、重胤は実朝の勘気を蒙ってしまうこととなる。
この後については『吾妻鏡』によると以下の内容となる。翌月重胤は北条義時の元を訪れ事の詳細を相談する。義時は重胤に対して自分が取り成すから実朝に対して和歌を送るように勧める。義時が持参した重胤の歌を実朝は大層気に入って3回も吟じ、勘気を解かれる。重胤は義時に感謝し「子葉孫枝、永く門下に候すべき」と誓う。
この後滝口武者の補充として上洛。京より鎌倉へ帰参後、京の様子などを実朝に報告している。なおこの時鎌倉から逐電して以降行方不明になっていた熊谷直実が京で亡くなっていることが報告されている。
重胤の記述は実朝暗殺の承久元年1月27日（1219年2月13日）以降不明となる。この事件後実朝の近習を中心として多数の御家人が出家したとあるので、重胤もこれに従って出家、家督を子の胤行に譲ったと思われる。

## 関連作品
テレビドラマ
- 『草燃える』（1979年、NHK大河ドラマ、演：堀勝之祐）